# Magí Verdaguer i Callís
Magí Verdaguer i Callís (Vic, 1849 - Palma, 1925), fou un humanista i catedràtic de castellà i llatí a diversos instituts, principalment al de Palma, a Mallorca. Fou germà de Narcís Verdaguer i Callís i cosí germà de Jacint Verdaguer i Santaló i pare de Màrius Verdaguer Travesi.

## Obra

### Obra pròpia
- Las cruzadas: su carácter, influencia de las mismas en la sociedad bajo el triple aspecto religioso, moral y literario (1881). (Assaig).[1][2]
- Diversos manuals de preceptiva literària.[1][2]

### Traduccions
- Dos idilis de Theòcrith. Maó, Fàbregues i Orfila, 1872 (?).[1][2]
- Epístola a los Pisones, d'Horaci (en castellà). (Adaptació escolar).[1]
- Cants X i XI de la Ilíada d'Homer. Manuscrit inèdit.[3]
- Dues rondalles de l'Alhambra, de Washington Irving.[1]